# Ohne Skrupel
Ohne Skrupel ist ein US-amerikanischer Kriminalfilm aus dem Jahr 1950 mit Howard Duff und Brian Donlevy in den Hauptrollen. Der Film noir wurde von Universal-International Pictures produziert und ist das Regiedebüt von Joseph Pevney.

## Handlung
Ort der Handlung ist San Francisco: Bevor der Fotograf Jack Early von einigen Männern zusammengeschlagen wird, kann er seine Kamera verstecken. Später holt er sie wieder und zeigt die Fotos der Zeitungsverlegerin Ellen Bennett. Sie will eines kaufen, doch Jack besteht darauf, für eine Woche zur Probe angestellt zu werden. Der Redakteur David Glover beauftragt Jack, ent- und zugelaufene Hunde abzulichten.
Am Ende der Woche ist Jack bei Ellen zum Essen eingeladen. Als er mit einem Taxi heimfahren will, verursacht ein betrunkener Fahrer einen Beinahe-Unfall. Jack fordert den Taxifahrer auf, dem anderen Wagen zu folgen. Der betrunkene Fahrer stürzt mit seinem Wagen in einen Fluss. Jack eilt zum Wrack und schießt ein Foto mit dem Unfallopfer. Dann geht er zum Taxi zurück, ohne dem Mann zu helfen. Später rät ihm Glover, zuerst die Redaktion zu benachrichtigen, damit eine passende Story für das Foto geschrieben werden kann. Bei einer anderen Gelegenheit kommt Jack durch einen Hinweis anderen Fotografen zuvor und macht ein spektakuläres Foto eines Brandes. Glover misstraut Jacks Angabe, er sei zufällig in der Nähe gewesen. Dennoch beauftragt er ihn, Fotos des Gauners Nick Palmer zu machen. Palmer meidet sorgfältig Fotografen, damit sein Gesicht nicht bekannt wird. Jack kann sich bei ihm einschmeicheln und ein Foto machen. Glover kann Jack zwar nicht leiden, stellt ihn aber letztendlich ein.
Ellen, die mit einem Zahnarzt aus Oregon verlobt ist, hat sich mittlerweile in Jack verliebt. Jack und Palmer einigen sich, dass Jack hilft, Palmers Rivalen Colton etwas anzuhängen. Jack bekommt den Tipp, dass Colton mit seiner Gang ein Kaufhaus überfallen will. Jack wartet vor dem Kaufhaus und fotografiert Colton, als er nach dem Überfall mit seinen Leuten aus dem Laden stürmt. Er gibt Ellen ein Foto, auf dem man die Verbrecher nicht erkennen kann. Ein weiteres Foto mit Coltons Gesicht versteckt er mit dem Negativ hinter einem Porträt ihres Verlobten. Jack erpresst nun Colton - die Negative der Fotos bezeichnet er als seine Lebensversicherung. Als er Colton und dessen Komplizen in seiner Wohnung antrifft, die sie durchsucht haben, wird ihm klar, dass ihnen Palmer einen Hinweis gegeben hat. Er sucht Palmer auf und küsst, als der gerade telefoniert, dessen Frau Nita, die jedoch Jacks Avancen abwehrt.
Jack vermutet, dass Colton gegen Palmer vorgehen will. Eines Abends verfolgt er dessen Männer zu Palmers Appartement. Er fotografiert, wie Colton in die Tiefgarage eindringt und dort eine Autobombe in Palmers Wagen platziert. Auch die Explosion, die Palmer tötet, fotografiert er; auch Jack wird dabei verletzt. Die Bilder machen Jack berühmt. Glover besucht ihn im Krankenhaus und sagt ihm, dass er ihn für eine gefühllose Maschine halte. Jack erfährt, dass einige Magazine lukrative Angebote gemacht haben. Er verlässt die Zeitung, nimmt eines der Angebote an und beginnt Nita zu umwerben. Von Ellen hat er sich ohne weiteres abgewandt.
Jack erhält den Auftrag, einen Gesellschaftsball in der Worthington-Villa zu fotografieren. Er erpresst Colton nun auch mit den Bildern vom Bombenattentat: Der Gangster soll während des Balls die Villa ausrauben und die Beute mit ihm teilen. Colton besucht die immer noch trauernde Nita und erklärt ihr, dass Jack für den Tod ihres Mannes verantwortlich ist. Zusammen schmieden sie einen Plan, Jack zu töten.
Auf dem Ball akzeptiert Nita Jacks Heiratsantrag, beschuldigt ihn aber dann, ihren Mann ermordet zu haben. Um seine Unschuld zu beweisen, ruft Jack Ellen an und bittet sie, das Porträt zum Ball zu bringen. Ellen hat mittlerweile mit Jack abgeschlossen und weigert sich. Es kommt zu einem Gerangel zwischen, Jack, Nita und Colton. Colton zieht seine Pistole und feuert. Nita wird verletzt und Jack tödlich getroffen. Dabei gelingt Jack ein letzter Schnappschuss; er kann noch auf den Auslöser seiner Kamera drücken und seine eigene Ermordung fotografieren.

## Produktion

### Hintergrund
Gedreht wurde der Film von Anfang April bis zum 2. Mai 1950 in den Universal-Studios in Universal City.

### Stab
Bernard Herzbrun und Robert Clatworthy waren die Art Directors, Russell A. Gausman und Ruby R. Levitt die Szenenbildner. Leslie I. Carey und Robert Pritchard waren für den Ton verantwortlich.

### Besetzung
Der spätere Filmstar Rock Hudson übernahm im Abspann ungenannt eine seiner frühesten Filmrollen als Türsteher Ted. In weiteren nicht im Abspann erwähnten Nebenrollen traten Peggie Castle, Chester Conklin, Bess Flowers und Will Lee (als Taxifahrer) auf.
Regisseur Pevney hatte einen Cameo-Auftritt als Reporter. Es war das letzte Mal, dass er vor der Kamera stand.

## Veröffentlichung
Die Premiere des Films fand am 1. September 1950 statt. In der Bundesrepublik Deutschland wurde er am 16. August 1984 im deutschen Fernsehen ausgestrahlt.

## Kritiken
Das Lexikon des internationalen Films schrieb: „Routiniert inszenierter Gangsterfilm mit melodramatischem Einschlag.“